# Dendronephthya malaya
Dendronephthya malaya är en korallart som beskrevs av Hilario Atanacio Roxas 1933. Dendronephthya malaya ingår i släktet Dendronephthya och familjen Nephtheidae. Inga underarter finns listade i Catalogue of Life.